# Dalea cora
Dalea cora är en ärtväxtart som beskrevs av Rupert Charles Barneby. Dalea cora ingår i släktet Dalea, och familjen ärtväxter. Inga underarter finns listade i Catalogue of Life.